# Selenicereus grandiflorus

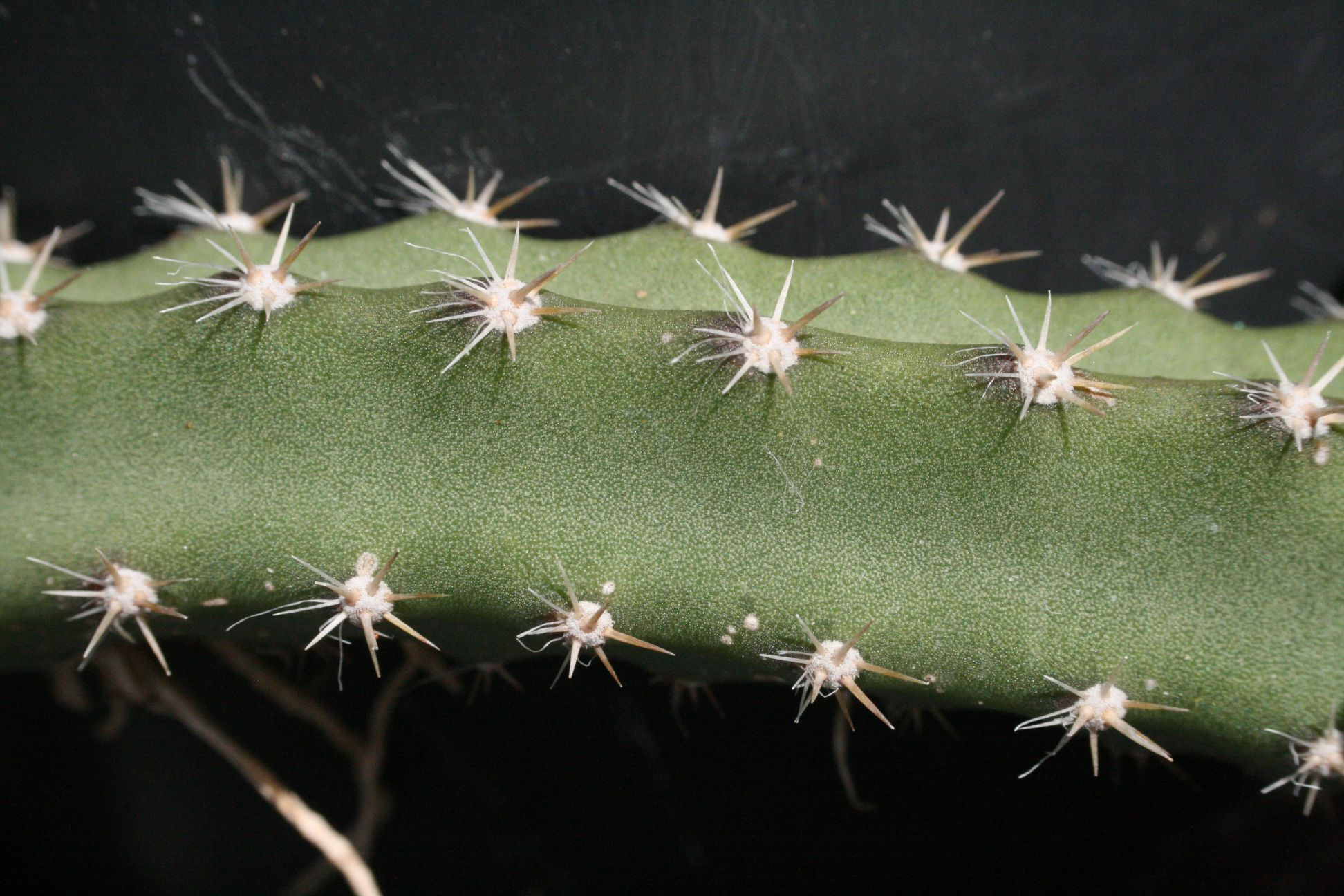
Triebabschnitt mit borstenartiger Bedornung

Selenicereus grandiflorus ist eine Pflanzenart in der Gattung Selenicereus aus der Familie der Kakteengewächse (Cactaceae). Das Artepitheton grandiflorus leitet sich von den lateinischen Worten grandis für ‚groß‘ sowie -florus für ‚-blühend‘ ab und verweist auf die großen Blüten der Art. Trivialnamen sind „Königin der Nacht“, „Reina de la Noche“ und „Queen of the Night“.
Die Deutsche Kakteen-Gesellschaft sowie die Gesellschaft Österreichischer Kakteenfreunde und die Schweizerische Kakteen-Gesellschaft wählten Selenicereus grandiflorus 2009 zum „Kaktus des Jahres“.

## Beschreibung
Selenicereus grandiflorus wächst spreizklimmend oder kletternd mit bis zu 5 Meter langen Trieben, die Durchmesser von 1 bis 2,5 Zentimeter aufweisen. Es sind vier bis elf niedrige Rippen vorhanden. Die darauf befindlichen Areolen sind nicht erhaben oder erhöht und ohne zahlreiche Haare. Die aus ihnen entspringenden sechs bis 18 weißlichen bis bräunlichen Dornen sind borstenartig oder gelegentlich fein nadelig und stechend. Sie erreichen Längen von 0,45 bis 1,5 Zentimeter und fallen später ab.
Die wohlriechenden Blüten sind bis zu 30 Zentimeter lang und erreichen ebensolche Durchmesser. Ihre äußeren Blütenhüllblätter sind gelb bis bräunlich und schmal, die inneren sind weiß und breiter. Die kugelförmigen bis eiförmigen Früchte sind rosa- bis magentafarben und 8 Zentimeter lang.

## Namen
Ihren Namen erhielt die Königin der Nacht aufgrund der Besonderheit, dass ihre Blüten immer nur für eine Nacht blühen, vom frühen Abend bis in die Morgenstunden. Dies wird bei vielen z. B. botanischen Gärten als spektakuläres Ereignis gefeiert, insbesondere wenn sich in einer Nacht viele Blüten öffnen. Entgegen der weitverbreiteten Meinung können sich jedoch einzelne oder mehrere Knospen in verschiedenen Nächten eines Jahres öffnen, nicht nur in einer einzigen Nacht des Jahres.

## Verbreitung, Systematik und Gefährdung
Selenicereus grandiflorus ist im Südosten der Vereinigten Staaten, in Mexiko und der Karibik verbreitet.
Die Erstbeschreibung als Cactus grandiflorus durch Carl von Linné wurde 1753 in Species Plantarum veröffentlicht. Nathaniel Lord Britton und Joseph Nelson Rose stellten die Art 1909 in die Gattung Selenicereus. Ein weiteres nomenklatorisches Synonym ist Cereus grandiflorus (L.) Mill. (1768).
Es werden folgende Unterarten unterschieden:
- Selenicereus grandiflorus subsp. donkelaarii (Salm-Dyck) Ralf Bauer
- Selenicereus grandiflorus subsp. grandiflorus
- Selenicereus grandiflorus subsp. hondurensis (K.Schum. ex Weing.) Ralf Bauer
- Selenicereus grandiflorus subsp. lautneri Ralf Bauer

Selenicereus grandiflorus subsp. grandiflorus

Die Unterart besitzt vier bis sechs (selten bis zu acht) Rippen. Sie ist in den Vereinigten Staaten im Bundesstaat Florida, in den mexikanischen Bundesstaaten Tamaulipas und Veracruz, auf den Bahamas, auf Kuba, in der Dominikanischen Republik, auf Haiti, Jamaika, in Puerto Rico sowie den auf den Jungferninseln in tiefen Lagen verbreitet. Synonyme sind Cereus jalapaensis Vaupel (1913), Cereus paradisiacus Vaupel (1913), Cereus roseanus Vaupel (1913), Cereus hallensis Weing. ex Borg (1937, nom. inval. ICBN-Artikel 32.1c) und Cereus hallensis Weing. ex Borg (1951, nom. inval. ICBN-Artikel 36.1).
Selenicereus grandiflorus subsp. lautneri

Die Erstbeschreibung von Selenicereus grandiflorus subsp. lautneri durch Ralf Bauer wurde 2003 veröffentlicht. Die Unterart hat neun bis elf Rippen. Sie ist im mexikanischen Bundesstaat Oaxaca an der Pazifikküste in tiefen Lagen verbreitet.
In der Roten Liste gefährdeter Arten der IUCN wird die Art als „Least Concern (LC)“, d. h. als nicht gefährdet geführt.

## Inhaltsstoffe
In der Pflanze finden sich mehrere medizinisch wirksame Inhaltsstoffe. Die Blüten von Selenicereus grandiflorus enthalten Betacyane und zu etwa 1,5 % Flavonol-Glykoside. Acht glykosidierte Flavonoide konnten nachgewiesen werden: Narcissin (0,05 %), Cacticin (0,02 %), Rutosid, Hyperosid, Kaempferitrin, Grandiflorin, Isorhamnetin-3-O-β-(xylosyl)-Rutinosid und Isorhamnetin-3-O-β-(galactosyl)-Rutinosid. Die Triebe scheinen das gleiche Spektrum an Flavonoiden aufzuweisen. Darüber hinaus enthalten sie die biogenen Amine Tyramin (0,3 % der Trockenmasse), N-Methyltyramin und Hordenin (N,N-Dimethyltyramin). Weitere Inhaltsstoffe sind Schleim, Fett, Wachs und harzige Glykoside.

## Nachweise